# UEFA Champions League gruppespil 2013-14
UEFA Champions League gruppespil 2013-14 er en detaljeret gennemgang af gruppespillet i UEFA Champions League 2013-14.

## Hold
Herunder er de 32 der kvalificerede sig til gruppespillet (med deres UEFA klub koefficienter fra 2013), grupperet efter deres seedningslag. De inkluderede 22 hold der kom med i denne fase, samt de ti vindere af play-offrunden (fem fra mestervejen, fem fra ligavejen).
| Nøgle til farver                                      |
| ----------------------------------------------------- |
| Gruppevindere og nummer to avancerede til slutspillet |
| Tredjepladsen avancerede til Europa League slutspil   |

| Hold               | Coeff   |
| ------------------ | ------- |
| Bayern München[TH] | 146.922 |
| Barcelona          | 157.605 |
| Chelsea            | 137.592 |
| Real Madrid        | 136.605 |
| Manchester United  | 130.592 |
| Arsenal[LR]        | 113.592 |
| Porto              | 104.833 |
| Benfica            | 102.833 |

| Hold                | Coeff  |
| ------------------- | ------ |
| Atlético Madrid     | 99.605 |
| Shakhtar Donetsk    | 94.951 |
| Milan[LR]           | 93.829 |
| Schalke 04[LR]      | 84.922 |
| Marseille           | 78.800 |
| CSKA Moskva         | 77.766 |
| Paris Saint-Germain | 71.800 |
| Juventus            | 70.829 |

| Hold                      | Coeff  |
| ------------------------- | ------ |
| Zenit Skt. Petersborg[LR] | 70.766 |
| Manchester City           | 70.592 |
| Ajax                      | 64.945 |
| Borussia Dortmund         | 61.922 |
| Basel[CR]                 | 59.785 |
| Olympiakos                | 57.800 |
| Galatasaray               | 54.400 |
| Bayer Leverkusen          | 53.922 |

| Hold                | Coeff  |
| ------------------- | ------ |
| København           | 47.140 |
| Napoli              | 46.829 |
| Anderlecht          | 44.880 |
| Celtic[CR]          | 37.538 |
| Steaua Bukarest[CR] | 35.604 |
| Viktoria Plzeň[CR]  | 28.745 |
| Real Sociedad[LR]   | 17.605 |
| Austria Wien[CR]    | 16.575 |

Noter
1. TH Forsvarende vindere, automatisk placeret i toppen af seedningslagene.
2. CR Vindere af play-off round (Mestervejen).
3. LR Vindere af play-off round (Ligavejen).

## Gruppe A
| Hold              | K | V | U | T | Mf | Mi | +/- | P  |
| ----------------- | - | - | - | - | -- | -- | --- | -- |
| Manchester United | 6 | 4 | 2 | 0 | 12 | 3  | +9  | 14 |
| Bayer Leverkusen  | 6 | 3 | 1 | 2 | 9  | 10 | −1  | 10 |
| Shakhtar Donetsk  | 6 | 2 | 2 | 2 | 7  | 6  | +1  | 8  |
| Real Sociedad     | 6 | 0 | 1 | 5 | 1  | 10 | −9  | 1  |

|                   | LEV | MU  | RSO | SHA |
| ----------------- | --- | --- | --- | --- |
| Bayer Leverkusen  | —   | 0–5 | 2–1 | 4–0 |
| Manchester United | 4–2 | —   | 1–0 | 1–0 |
| Real Sociedad     | 0–1 | 0–0 | —   | 0–2 |
| Shakhtar Donetsk  | 0–0 | 1–1 | 4–0 | —   |

| 17. september 2013 20:45 |

| Manchester United                               | 4–2     | Bayer Leverkusen          |
| ----------------------------------------------- | ------- | ------------------------- |
| Rooney 22', 70' · Van Persie 59' · Valencia 79' | Rapport | Rolfes 54' · Toprak 88' · |

| Old Trafford, Manchester Tilskuere: 73.040 Dommer: Damir Skomina (Slovenien) |

| 17. september 2013 20:45 |

| Real Sociedad | 0–2     | Shakhtar Donetsk         |
| ------------- | ------- | ------------------------ |
|               | Rapport | Alex Teixeira 65', 87' · |

| Anoeta, San Sebastián Tilskuere: 27.902 Dommer: Ovidiu Hațegan (Rumænien) |

| 2. oktober 2013 20:45 |

| Shakhtar Donetsk | 1–1     | Manchester United |
| ---------------- | ------- | ----------------- |
| Taison 76'       | Rapport | Welbeck 18' ·     |

| Donbass Arena, Donetsk Tilskuere: 51.555 Dommer: Pavel Královec (Tjekkiet) |

| 2. oktober 2013 20:45 |

| Bayer Leverkusen             | 2–1     | Real Sociedad |
| ---------------------------- | ------- | ------------- |
| Rolfes 45+1' · Hegeler 90+2' | Rapport | Vela 51' ·    |

| BayArena, Leverkusen Tilskuere: 27.462 Dommer: Sergei Karasev (Rusland) |

| 23. oktober 2013 20:45 |

| Bayer Leverkusen                                | 4–0     | Shakhtar Donetsk |
| ----------------------------------------------- | ------- | ---------------- |
| Kießling 22', 72' · Rolfes 50' (str.) · Sam 57' | Rapport |                  |

| BayArena, Leverkusen Tilskuere: 25.184 Dommer: Stéphane Lannoy (Frankrig) |

| 23. oktober 2013 20:45 |

| Manchester United    | 1–0     | Real Sociedad |
| -------------------- | ------- | ------------- |
| I. Martínez 2' (sm.) | Rapport |               |

| Old Trafford, Manchester Tilskuere: 74.654 Dommer: Bas Nijhuis (Holland) |

| 5. november 2013 20:45 |

| Shakhtar Donetsk | 0–0     | Bayer Leverkusen |
| ---------------- | ------- | ---------------- |
|                  | Rapport |                  |

| Donbass Arena, Donetsk Tilskuere: 50.115 Dommer: William Collum (Skotland) |

| 5. november 2013 20:45 |

| Real Sociedad | 0–0     | Manchester United |
| ------------- | ------- | ----------------- |
|               | Rapport |                   |

| Anoeta, San Sebastián Tilskuere: 30.998 Dommer: Nicola Rizzoli (Italien) |

| 27. november 2013 20:45 |

| Bayer Leverkusen | 0–5     | Manchester United                                                       |
| ---------------- | ------- | ----------------------------------------------------------------------- |
|                  | Rapport | Valencia 22' · Spahić 30' (sm.) · Evans 66' · Smalling 77' · Nani 88' · |

| BayArena, Leverkusen Tilskuere: 29.412 Dommer: Svein Oddvar Moen (Norge) |

| 27. november 2013 20:45 |

| Shakhtar Donetsk                                              | 4–0     | Real Sociedad |
| ------------------------------------------------------------- | ------- | ------------- |
| Luiz Adriano 37' · Alex Teixeira 48' · Douglas Costa 68', 87' | Rapport |               |

| Donbass Arena, Donetsk Tilskuere: 44.348 Dommer: Olegário Benquerença (Portugal) |

| 10. december 2013 20:45 |

| Manchester United | 1–0     | Shakhtar Donetsk |
| ----------------- | ------- | ---------------- |
| Jones 67'         | Rapport |                  |

| Old Trafford, Manchester Tilskuere: 75.000 Dommer: Milorad Mažić (Serbien) |

| 10. december 2013 20:45 |

| Real Sociedad | 0–1     | Bayer Leverkusen |
| ------------- | ------- | ---------------- |
|               | Rapport | Toprak 49' ·     |

| Anoeta, San Sebastián Tilskuere: 23.408 Dommer: Tom Harald Hagen (Norge) |

## Gruppe B
| Hold        | K | V | U | T | Mf | Mi | +/- | P  |
| ----------- | - | - | - | - | -- | -- | --- | -- |
| Real Madrid | 6 | 5 | 1 | 0 | 20 | 5  | +15 | 16 |
| Galatasaray | 6 | 2 | 1 | 3 | 8  | 14 | −6  | 7  |
| Juventus    | 6 | 1 | 3 | 2 | 9  | 9  | 0   | 6  |
| København   | 6 | 1 | 1 | 4 | 4  | 13 | −9  | 4  |

|             | FCK | GAL | JUV | RM  |
| ----------- | --- | --- | --- | --- |
| København   | —   | 1–0 | 1–1 | 0–2 |
| Galatasaray | 3–1 | —   | 1–0 | 1–6 |
| Juventus    | 3–1 | 2–2 | —   | 2–2 |
| Real Madrid | 4–0 | 4–1 | 2–1 | —   |

| 17. september 2013 20:45 |

| Galatasaray | 1–6     | Real Madrid                                             |
| ----------- | ------- | ------------------------------------------------------- |
| Bulut 84'   | Rapport | Isco 33' · Benzema 54', 81' · Ronaldo 63', 66', 90+1' · |

| Türk Telekom Arena, Istanbul Tilskuere: 47.669 Dommer: Mark Clattenburg (England) |

| 17. september 2013 20:45 |

| København     | 1–1     | Juventus           |
| ------------- | ------- | ------------------ |
| Jørgensen 14' | Rapport | Quagliarella 54' · |

| Parken, København Tilskuere: 36.524 Dommer: Ivan Bebek (Kroatien) |

| 2. oktober 2013 20:45 |

| Juventus                            | 2–2     | Galatasaray              |
| ----------------------------------- | ------- | ------------------------ |
| Vidal 78' (str.) · Quagliarella 87' | Rapport | Drogba 36' · Bulut 88' · |

| Juventus Stadium, Turin Tilskuere: 33.466 Dommer: Viktor Kassai (Ungarn) |

| 2. oktober 2013 20:45 |

| Real Madrid                            | 4–0     | København |
| -------------------------------------- | ------- | --------- |
| Ronaldo 21', 65' · Di María 71', 90+1' | Rapport |           |

| Santiago Bernabéu, Madrid Tilskuere: 69.347 Dommer: Matej Jug (Slovenien) |

| 23. oktober 2013 20:45 |

| Real Madrid            | 2–1     | Juventus       |
| ---------------------- | ------- | -------------- |
| Ronaldo 4', 29' (str.) | Rapport | Llorente 22' · |

| Santiago Bernabéu, Madrid Tilskuere: 77.856 Dommer: Manuel Gräfe (Tyskland) |

| 23. oktober 2013 20:45 |

| Galatasaray                            | 3–1     | København       |
| -------------------------------------- | ------- | --------------- |
| Melo 10' · Sneijder 38' · Drogba 45+1' | Rapport | Claudemir 88' · |

| Türk Telekom Arena, Istanbul Tilskuere: 42.798 Dommer: Aleksandar Stavrev (Makedonien) |

| 5. november 2013 20:45 |

| Juventus                        | 2–2     | Real Madrid              |
| ------------------------------- | ------- | ------------------------ |
| Vidal 42' (str.) · Llorente 65' | Rapport | Ronaldo 52' · Bale 60' · |

| Juventus Stadium, Turin Tilskuere: 40.696 Dommer: Howard Webb (England) |

| 5. november 2013 20:45 |

| København  | 1–0     | Galatasaray |
| ---------- | ------- | ----------- |
| Braaten 6' | Rapport |             |

| Parken, København Tilskuere: 36.204 Dommer: Martin Atkinson (England) |

| 27. november 2013 20:45 |

| Real Madrid                                      | 4–1     | Galatasaray |
| ------------------------------------------------ | ------- | ----------- |
| Bale 37' · Arbeloa 51' · Di María 63' · Isco 81' | Rapport | Bulut 38' · |

| Santiago Bernabéu, Madrid Tilskuere: 67.728 Dommer: William Collum (Skotland) |

| 27. november 2013 20:45 |

| Juventus                          | 3–1     | København      |
| --------------------------------- | ------- | -------------- |
| Vidal 29' (str.), 61' (str.), 63' | Rapport | Mellberg 56' · |

| Juventus Stadium, Turin Tilskuere: 39.506 Dommer: Jonas Eriksson (Sverige) |

| 10. december 2013 20:45 |

| Galatasaray  | 1–0     | Juventus |
| ------------ | ------- | -------- |
| Sneijder 85' | Rapport |          |

| Türk Telekom Arena, Istanbul Tilskuere: 37.375 Dommer: Pedro Proença (Portugal) |

Kampen blev afbrudt efter 31 minutter på grund af sne og blev genoptaget den 11. december 2013. 14:00 fra tidspunktet for afbrydelsen.
| 10. december 2013 20:45 |

| København | 0–2     | Real Madrid                |
| --------- | ------- | -------------------------- |
|           | Rapport | Modrić 25' · Ronaldo 48' · |

| Parken, København Tilskuere: 37.241 Dommer: Felix Brych (Tyskland) |

## Gruppe C
| Hold                | K | V | U | T | Mf | Mi | +/- | P  |
| ------------------- | - | - | - | - | -- | -- | --- | -- |
| Paris Saint-Germain | 6 | 4 | 1 | 1 | 16 | 5  | +11 | 13 |
| Olympiakos          | 6 | 3 | 1 | 2 | 10 | 8  | +2  | 10 |
| Benfica             | 6 | 3 | 1 | 2 | 8  | 8  | 0   | 10 |
| Anderlecht          | 6 | 0 | 1 | 5 | 4  | 17 | −13 | 1  |

|                     | AND | BEN | OLY | PSG |
| ------------------- | --- | --- | --- | --- |
| Anderlecht          | —   | 2–3 | 0–3 | 0–5 |
| Benfica             | 2–0 | —   | 1–1 | 2–1 |
| Olympiakos          | 3–1 | 1–0 | —   | 1–4 |
| Paris Saint-Germain | 1–1 | 3–0 | 2–1 | —   |

| 17. september 2013 20:45 |

| Benfica                 | 2–0     | Anderlecht |
| ----------------------- | ------- | ---------- |
| Đuričić 4' · Luisão 30' | Rapport |            |

| Estádio da Luz, Lissabon Tilskuere: 29.393 Dommer: Manuel Gräfe (Tyskland) |

| 17. september 2013 20:45 |

| Olympiakos | 1–4     | Paris Saint-Germain                            |
| ---------- | ------- | ---------------------------------------------- |
| Weiss 25'  | Rapport | Cavani 19' · Motta 68', 73' · Marquinhos 86' · |

| Karaiskakis Stadium, Piraeus Tilskuere: 31.253 Dommer: Felix Brych (Tyskland) |

| 2. oktober 2013 20:45 |

| Paris Saint-Germain                  | 3–0     | Benfica |
| ------------------------------------ | ------- | ------- |
| Ibrahimović 5', 30' · Marquinhos 25' | Rapport |         |

| Parc des Princes, Paris Tilskuere: 44.732 Dommer: Nicola Rizzoli (Italien) |

| 2. oktober 2013 20:45 |

| Anderlecht | 0–3     | Olympiakos                |
| ---------- | ------- | ------------------------- |
|            | Rapport | Mitroglou 17', 56', 72' · |

| Constant Vanden Stock Stadium, Anderlecht Tilskuere: 15.918 Dommer: Tom Harald Hagen (Norge) |

| 23. oktober 2013 20:45 |

| Anderlecht | 0–5     | Paris Saint-Germain                           |
| ---------- | ------- | --------------------------------------------- |
|            | Rapport | Ibrahimović 17', 22', 36', 62' · Cavani 52' · |

| Constant Vanden Stock Stadium, Anderlecht Tilskuere: 18.465 Dommer: David Fernández Borbalán (Spanien) |

| 23. oktober 2013 20:45 |

| Benfica     | 1–1     | Olympiakos      |
| ----------- | ------- | --------------- |
| Cardozo 83' | Rapport | Domínguez 29' · |

| Estádio da Luz, Lissabon Tilskuere: 38.149 Dommer: Alberto Undiano Mallenco (Spanien) |

| 5. november 2013 20:45 |

| Paris Saint-Germain | 1–1     | Anderlecht     |
| ------------------- | ------- | -------------- |
| Ibrahimović 70'     | Rapport | De Zeeuw 68' · |

| Parc des Princes, Paris Tilskuere: 43.091 Dommer: Marijo Strahonja (Kroatien) |

| 5. november 2013 20:45 |

| Olympiakos  | 1–0     | Benfica |
| ----------- | ------- | ------- |
| Manolas 13' | Rapport |         |

| Karaiskakis Stadium, Piraeus Tilskuere: 31.461 Dommer: Damir Skomina (Slovenien) |

| 27. november 2013 20:45 |

| Anderlecht             | 2–3     | Benfica                                      |
| ---------------------- | ------- | -------------------------------------------- |
| Mbemba 18' · Bruno 77' | Rapport | Matić 34' · Mbemba 52' (sm.) · Rodrigo 90' · |

| Constant Vanden Stock Stadium, Anderlecht Tilskuere: 16.780 Dommer: Daniele Orsato (Italien) |

| 27. november 2013 20:45 |

| Paris Saint-Germain         | 2–1     | Olympiakos    |
| --------------------------- | ------- | ------------- |
| Ibrahimović 7' · Cavani 90' | Rapport | Manolas 80' · |

| Parc des Princes, Paris Tilskuere: 44.466 Dommer: Craig Thomson (Skotland) |

| 10. december 2013 20:45 |

| Benfica                      | 2–1     | Paris Saint-Germain |
| ---------------------------- | ------- | ------------------- |
| Lima 45' (str.) · Gaitán 58' | Rapport | Cavani 37' ·        |

| Estádio da Luz, Lissabon Tilskuere: 30.089 Dommer: Mark Clattenburg (England) |

| 10. december 2013 20:45 |

| Olympiakos                                | 3–1     | Anderlecht     |
| ----------------------------------------- | ------- | -------------- |
| Saviola 33', 58' · Domínguez 90+5' (str.) | Rapport | Kljestan 39' · |

| Karaiskakis Stadium, Piraeus Tilskuere: 31.444 Dommer: Wolfgang Stark (Tyskland) |

## Gruppe D
| Hold            | K | V | U | T | Mf | Mi | +/- | P  |
| --------------- | - | - | - | - | -- | -- | --- | -- |
| Bayern München  | 6 | 5 | 0 | 1 | 17 | 5  | +12 | 15 |
| Manchester City | 6 | 5 | 0 | 1 | 18 | 10 | +8  | 15 |
| Viktoria Plzeň  | 6 | 1 | 0 | 5 | 6  | 17 | −11 | 3  |
| CSKA Moskva     | 6 | 1 | 0 | 5 | 8  | 17 | −9  | 3  |

|                 | BAY | CSK | MC  | PLZ |
| --------------- | --- | --- | --- | --- |
| Bayern München  | —   | 3–0 | 2–3 | 5–0 |
| CSKA Moskva     | 1–3 | —   | 1–2 | 3–2 |
| Manchester City | 1–3 | 5–2 | —   | 4–2 |
| Viktoria Plzeň  | 0–1 | 2–1 | 0–3 | —   |

| 17. september 2013 20:45 |

| Bayern München                        | 3–0     | CSKA Moskva |
| ------------------------------------- | ------- | ----------- |
| Alaba 4' · Mandžukić 41' · Robben 68' | Rapport |             |

| Allianz Arena, München Tilskuere: 68.000 Dommer: Gianluca Rocchi (Italien) |

| 17. september 2013 20:45 |

| Viktoria Plzeň | 0–3     | Manchester City                      |
| -------------- | ------- | ------------------------------------ |
|                | Rapport | Džeko 48' · Touré 53' · Agüero 58' · |

| Doosan Arena, Plzeň Tilskuere: 11.281 Dommer: Paolo Tagliavento (Italien) |

| 2. oktober 2013 18:00 |

| CSKA Moskva                              | 3–2     | Viktoria Plzeň              |
| ---------------------------------------- | ------- | --------------------------- |
| Tošić 19' · Honda 29' · Řezník 78' (sm.) | Rapport | Rajtoral 4' · Bakoš 90+1' · |

| Petrovsky Stadium, Saint Petersburg[A] Tilskuere: 6.000 Dommer: Bas Nijhuis (Holland) |

| 2. oktober 2013 20:45 |

| Manchester City | 1–3     | Bayern München                        |
| --------------- | ------- | ------------------------------------- |
| Negredo 79'     | Rapport | Ribéry 7' · Müller 56' · Robben 59' · |

| Etihad Stadium, Manchester Tilskuere: 45.021 Dommer: Björn Kuipers (Holland) |

| 23. oktober 2013 18:00 |

| CSKA Moskva | 1–2     | Manchester City   |
| ----------- | ------- | ----------------- |
| Tošić 32'   | Rapport | Agüero 34', 42' · |

| Arena Khimki, Khimki Tilskuere: 14.000 Dommer: Ovidiu Hațegan (Rumænien) |

| 23. oktober 2013 20:45 |

| Bayern München                                                        | 5–0     | Viktoria Plzeň |
| --------------------------------------------------------------------- | ------- | -------------- |
| Ribéry 25' (str.), 61' · Alaba 37' · Schweinsteiger 64' · Götze 90+1' | Rapport |                |

| Allianz Arena, München Tilskuere: 68.000 Dommer: Alan Kelly (Irland) |

| 5. november 2013 20:45 |

| Manchester City                                 | 5–2     | CSKA Moskva                 |
| ----------------------------------------------- | ------- | --------------------------- |
| Agüero 3' (str.), 20' · Negredo 30', 51', 90+2' | Rapport | Doumbia 45+1', 71' (str.) · |

| Etihad Stadium, Manchester Tilskuere: 38.512 Dommer: Carlos Velasco Carballo (Spanien) |

| 5. november 2013 20:45 |

| Viktoria Plzeň | 0–1     | Bayern München  |
| -------------- | ------- | --------------- |
|                | Rapport | Mandžukić 65' · |

| Doosan Arena, Plzeň Tilskuere: 11.360 Dommer: Antonio Mateu Lahoz (Spanien) |

| 27. november 2013 18:00 |

| CSKA Moskva      | 1–3     | Bayern München                               |
| ---------------- | ------- | -------------------------------------------- |
| Honda 62' (str.) | Rapport | Robben 17' · Götze 56' · Müller 65' (str.) · |

| Arena Khimki, Khimki Tilskuere: 14.000 Dommer: Antony Gautier (Frankrig) |

| 27. november 2013 20:45 |

| Manchester City                                         | 4–2     | Viktoria Plzeň          |
| ------------------------------------------------------- | ------- | ----------------------- |
| Agüero 33' (str.) · Nasri 65' · Negredo 78' · Džeko 89' | Rapport | Hořava 43' · Tecl 69' · |

| Etihad Stadium, Manchester Tilskuere: 37.742 Dommer: Fırat Aydınus (Tyrkiet) |

| 10. december 2013 20:45 |

| Bayern München        | 2–3     | Manchester City                               |
| --------------------- | ------- | --------------------------------------------- |
| Müller 5' · Götze 12' | Rapport | Silva 28' · Kolarov 59' (str.) · Milner 62' · |

| Allianz Arena, München Tilskuere: 68.000 Dommer: David Fernández Borbalán (Spanien) |

| 10. december 2013 20:45 |

| Viktoria Plzeň         | 2–1     | CSKA Moskva |
| ---------------------- | ------- | ----------- |
| Kolář 76' · Wágner 90' | Rapport | Musa 65' ·  |

| Doosan Arena, Plzeň Tilskuere: 11.205 Dommer: Damir Skomina (Slovenien) |

Noter
1. ^ CSKA Moskva v Viktoria Plzeň blev flyttet til Petrovsky Stadium, Saint Petersburg på grund af banens kvalitet på Arena Khimki, Khimki.[14]

## Gruppe E
| Hold            | K | V | U | T | Mf | Mi | +/- | P  |
| --------------- | - | - | - | - | -- | -- | --- | -- |
| Chelsea         | 6 | 4 | 0 | 2 | 12 | 3  | +9  | 12 |
| Schalke 04      | 6 | 3 | 1 | 2 | 6  | 6  | 0   | 10 |
| Basel           | 6 | 2 | 2 | 2 | 5  | 6  | −1  | 8  |
| Steaua Bukarest | 6 | 0 | 3 | 3 | 2  | 10 | −8  | 3  |

|                 | BAS | CHE | SCH | STE |
| --------------- | --- | --- | --- | --- |
| Basel           | —   | 1–0 | 0–1 | 1–1 |
| Chelsea         | 1–2 | —   | 3–0 | 1–0 |
| Schalke 04      | 2–0 | 0–3 | —   | 3–0 |
| Steaua Bukarest | 1–1 | 0–4 | 0–0 | —   |

| 18. september 2013 20:45 |

| Schalke 04                             | 3–0     | Steaua Bukarest |
| -------------------------------------- | ------- | --------------- |
| Uchida 67' · Boateng 78' · Draxler 85' | Rapport |                 |

| Veltins-Arena, Gelsenkirchen Tilskuere: 49.358 Dommer: Cüneyt Çakır (Tyrkiet) |

| 18. september 2013 20:45 |

| Chelsea   | 1–2     | Basel                      |
| --------- | ------- | -------------------------- |
| Oscar 45' | Rapport | Salah 71' · Streller 81' · |

| Stamford Bridge, London Tilskuere: 40.358 Dommer: Daniele Orsato (Italien) |

| 1. oktober 2013 20:45 |

| Basel | 0–1     | Schalke 04    |
| ----- | ------- | ------------- |
|       | Rapport | Draxler 54' · |

| St. Jakob-Park, Basel Tilskuere: 33.251 Dommer: Alberto Undiano Mallenco (Spanien) |

| 1. oktober 2013 20:45 |

| Steaua Bukarest | 0–4     | Chelsea                                                  |
| --------------- | ------- | -------------------------------------------------------- |
|                 | Rapport | Ramires 20', 55' · Georgievski 44' (sm.) · Lampard 90' · |

| Arena Națională, Bukarest Tilskuere: 36.713 Dommer: Carlos Velasco Carballo (Spanien) |

| 22. oktober 2013 20:45 |

| Steaua Bukarest | 1–1     | Basel      |
| --------------- | ------- | ---------- |
| Tatu 88'        | Rapport | Díaz 48' · |

| Arena Națională, Bukarest Tilskuere: 23.899 Dommer: Matej Jug (Slovenien) |

| 22. oktober 2013 20:45 |

| Schalke 04 | 0–3     | Chelsea                       |
| ---------- | ------- | ----------------------------- |
|            | Rapport | Torres 5', 69' · Hazard 87' · |

| Veltins-Arena, Gelsenkirchen Tilskuere: 54.442 Dommer: Viktor Kassai (Ungarn) |

| 6. november 2013 20:45 |

| Basel     | 1–1     | Steaua Bukarest  |
| --------- | ------- | ---------------- |
| Sio 90+1' | Rapport | Piovaccari 17' · |

| St. Jakob-Park, Basel Tilskuere: 30.704 Dommer: Olegário Benquerença (Portugal) |

| 6. november 2013 20:45 |

| Chelsea                 | 3–0     | Schalke 04 |
| ----------------------- | ------- | ---------- |
| Eto'o 31', 54' · Ba 83' | Rapport |            |

| Stamford Bridge, London Tilskuere: 41.194 Dommer: Svein Oddvar Moen (Norge) |

| 26. november 2013 20:45 |

| Steaua Bukarest | 0–0     | Schalke 04 |
| --------------- | ------- | ---------- |
|                 | Rapport |            |

| Arena Națională, Bukarest Tilskuere: 50.633 Dommer: Bas Nijhuis (Holland) |

| 26. november 2013 20:45 |

| Basel     | 1–0     | Chelsea |
| --------- | ------- | ------- |
| Salah 87' | Rapport |         |

| St. Jakob-Park, Basel Tilskuere: 35.208 Dommer: Stéphane Lannoy (Frankrig) |

| 11. december 2013 20:45 |

| Schalke 04              | 2–0     | Basel |
| ----------------------- | ------- | ----- |
| Draxler 51' · Matip 57' | Rapport |       |

| Veltins-Arena, Gelsenkirchen Tilskuere: 52.093 Dommer: Paolo Tagliavento (Italien) |

| 11. december 2013 20:45 |

| Chelsea | 1–0     | Steaua Bukarest |
| ------- | ------- | --------------- |
| Ba 10'  | Rapport |                 |

| Stamford Bridge, London Tilskuere: 41.181 Dommer: Gianluca Rocchi (Italien) |

## Gruppe F
| Hold              | K | V | U | T | Mf | Mi | +/- | P  |
| ----------------- | - | - | - | - | -- | -- | --- | -- |
| Borussia Dortmund | 6 | 4 | 0 | 2 | 11 | 6  | +5  | 12 |
| Arsenal           | 6 | 4 | 0 | 2 | 8  | 5  | +3  | 12 |
| Napoli            | 6 | 4 | 0 | 2 | 10 | 9  | +1  | 12 |
| Marseille         | 6 | 0 | 0 | 6 | 5  | 14 | −9  | 0  |

|                   | ARS | DOR | MAR | NAP |
| ----------------- | --- | --- | --- | --- |
| Arsenal           | —   | 1–2 | 2–0 | 2–0 |
| Borussia Dortmund | 0–1 | —   | 3–0 | 3–1 |
| Marseille         | 1–2 | 1–2 | —   | 1–2 |
| Napoli            | 2–0 | 2–1 | 3–2 | —   |

| 18. september 2013 20:45 |

| Marseille            | 1–2     | Arsenal                    |
| -------------------- | ------- | -------------------------- |
| J. Ayew 90+3' (str.) | Rapport | Walcott 65' · Ramsey 83' · |

| Stade Vélodrome, Marseille Tilskuere: 38.380 Dommer: Olegário Benquerença (Portugal) |

| 18. september 2013 20:45 |

| Napoli                    | 2–1     | Borussia Dortmund  |
| ------------------------- | ------- | ------------------ |
| Higuaín 29' · Insigne 67' | Rapport | Zúñiga 87' (sm.) · |

| Stadio San Paolo, Naples Tilskuere: 55.766 Dommer: Pedro Proença (Portugal) |

| 1. oktober 2013 20:45 |

| Borussia Dortmund                      | 3–0     | Marseille |
| -------------------------------------- | ------- | --------- |
| Lewandowski 19', 79' (str.) · Reus 52' | Rapport |           |

| Signal Iduna Park, Dortmund Tilskuere: 65.829 Dommer: David Fernández Borbalán (Spanien) |

| 1. oktober 2013 20:45 |

| Arsenal              | 2–0     | Napoli |
| -------------------- | ------- | ------ |
| Özil 8' · Giroud 15' | Rapport |        |

| Emirates Stadium, London Tilskuere: 59.536 Dommer: Milorad Mažić (Serbien) |

| 22. oktober 2013 20:45 |

| Arsenal    | 1–2     | Borussia Dortmund                  |
| ---------- | ------- | ---------------------------------- |
| Giroud 41' | Rapport | Mkhitaryan 16' · Lewandowski 82' · |

| Emirates Stadium, London Tilskuere: 60.011 Dommer: Jonas Eriksson (Sverige) |

| 22. oktober 2013 20:45 |

| Marseille   | 1–2     | Napoli                      |
| ----------- | ------- | --------------------------- |
| A. Ayew 86' | Rapport | Callejón 42' · Zapata 67' · |

| Stade Vélodrome, Marseille Tilskuere: 39.790 Dommer: Cüneyt Çakır (Tyrkiet) |

| 6. november 2013 20:45 |

| Borussia Dortmund | 0–1     | Arsenal      |
| ----------------- | ------- | ------------ |
|                   | Rapport | Ramsey 62' · |

| Signal Iduna Park, Dortmund Tilskuere: 65.829 Dommer: Björn Kuipers (Holland) |

| 6. november 2013 20:45 |

| Napoli                       | 3–2     | Marseille                   |
| ---------------------------- | ------- | --------------------------- |
| Inler 22' · Higuaín 24', 75' | Rapport | A. Ayew 10' · Thauvin 64' · |

| Stadio San Paolo, Naples Tilskuere: 39.148 Dommer: Sergei Karasev (Rusland) |

| 26. november 2013 20:45 |

| Arsenal          | 2–0     | Marseille |
| ---------------- | ------- | --------- |
| Wilshere 1', 65' | Rapport |           |

| Emirates Stadium, London Tilskuere: 59.912 Dommer: Antonio Mateu Lahoz (Spanien) |

| 26. november 2013 20:45 |

| Borussia Dortmund                                     | 3–1     | Napoli        |
| ----------------------------------------------------- | ------- | ------------- |
| Reus 10' (str.) · Błaszczykowski 60' · Aubameyang 78' | Rapport | Insigne 71' · |

| Signal Iduna Park, Dortmund Tilskuere: 65.829 Dommer: Carlos Velasco Carballo (Spanien) |

| 11. december 2013 20:45 |

| Marseille   | 1–2     | Borussia Dortmund                 |
| ----------- | ------- | --------------------------------- |
| Diawara 14' | Rapport | Lewandowski 4' · Großkreutz 87' · |

| Stade Vélodrome, Marseille Tilskuere: 36.655 Dommer: Marijo Strahonja (Kroatien) |

| 11. december 2013 20:45 |

| Napoli                       | 2–0     | Arsenal |
| ---------------------------- | ------- | ------- |
| Higuaín 73' · Callejón 90+3' | Rapport |         |

| Stadio San Paolo, Naples Tilskuere: 34.027 Dommer: Viktor Kassai (Ungarn) |

## Gruppe G
| Hold                  | K | V | U | T | Mf | Mi | +/- | P  |
| --------------------- | - | - | - | - | -- | -- | --- | -- |
| Atlético Madrid       | 6 | 5 | 1 | 0 | 15 | 3  | +12 | 16 |
| Zenit Skt. Petersborg | 6 | 1 | 3 | 2 | 5  | 9  | −4  | 6  |
| Porto                 | 6 | 1 | 2 | 3 | 4  | 7  | −3  | 5  |
| Austria Wien          | 6 | 1 | 2 | 3 | 5  | 10 | −5  | 5  |

|                       | ATL | AUS | POR | ZEN |
| --------------------- | --- | --- | --- | --- |
| Atlético Madrid       | —   | 4–0 | 2–0 | 3–1 |
| Austria Wien          | 0–3 | —   | 0–1 | 4–1 |
| Porto                 | 1–2 | 1–1 | —   | 0–1 |
| Zenit Skt. Petersborg | 1–1 | 0–0 | 1–1 | —   |

| 18. september 2013 20:45 |

| Austria Wien | 0–1     | Porto       |
| ------------ | ------- | ----------- |
|              | Rapport | Lucho 55' · |

| Ernst-Happel-Stadion, Vienna[B] Tilskuere: 37.500 Dommer: Craig Thomson (Skotland) |

| 18. september 2013 20:45 |

| Atlético Madrid                             | 3–1     | Zenit Skt. Petersborg |
| ------------------------------------------- | ------- | --------------------- |
| Miranda 40' · Turan 64' · Léo Baptistão 80' | Rapport | Hulk 58' ·            |

| Vicente Calderón, Madrid Tilskuere: 33.855 Dommer: William Collum (Skotland) |

| 1. oktober 2013 18:00 |

| Zenit Skt. Petersborg | 0–0     | Austria Wien |
| --------------------- | ------- | ------------ |
|                       | Rapport |              |

| Petrovsky Stadium, Saint Petersburg Tilskuere: 18.785 Dommer: Deniz Aytekin (Tyskland) |

| 1. oktober 2013 20:45 |

| Porto        | 1–2     | Atlético Madrid         |
| ------------ | ------- | ----------------------- |
| Martínez 16' | Rapport | Godín 58' · Turan 86' · |

| Estádio do Dragão, Porto Tilskuere: 33.989 Dommer: Howard Webb (England) |

| 22. oktober 2013 20:45 |

| Porto | 0–1     | Zenit Skt. Petersborg |
| ----- | ------- | --------------------- |
|       | Rapport | Kerzhakov 86' ·       |

| Estádio do Dragão, Porto Tilskuere: 31.109 Dommer: Paolo Tagliavento (Italien) |

| 22. oktober 2013 20:45 |

| Austria Wien | 0–3     | Atlético Madrid              |
| ------------ | ------- | ---------------------------- |
|              | Rapport | García 8' · Costa 20', 53' · |

| Ernst-Happel-Stadion, Vienna[B] Tilskuere: 45.675 Dommer: Daniele Orsato (Italien) |

| 6. november 2013 18:00 |

| Zenit Skt. Petersborg | 1–1     | Porto       |
| --------------------- | ------- | ----------- |
| Hulk 28'              | Rapport | Lucho 23' · |

| Petrovsky Stadium, Saint Petersburg Tilskuere: 17.786 Dommer: Tom Harald Hagen (Norge) |

| 6. november 2013 20:45 |

| Atlético Madrid                                        | 4–0     | Austria Wien |
| ------------------------------------------------------ | ------- | ------------ |
| Miranda 11' · García 25' · Filipe Luís 45' · Costa 82' | Rapport |              |

| Vicente Calderón, Madrid Tilskuere: 29.841 Dommer: István Vad (Ungarn) |

| 26. november 2013 18:00 |

| Zenit Skt. Petersborg  | 1–1     | Atlético Madrid |
| ---------------------- | ------- | --------------- |
| Alderweireld 74' (sm.) | Rapport | Adrián 53' ·    |

| Petrovsky Stadium, Saint Petersburg Tilskuere: 17.885 Dommer: Martin Atkinson (England) |

| 26. november 2013 20:45 |

| Porto        | 1–1     | Austria Wien  |
| ------------ | ------- | ------------- |
| Martínez 48' | Rapport | Kienast 11' · |

| Estádio do Dragão, Porto Tilskuere: 24.809 Dommer: Ovidiu Hațegan (Rumænien) |

| 11. december 2013 20:45 |

| Austria Wien                               | 4–1     | Zenit Skt. Petersborg |
| ------------------------------------------ | ------- | --------------------- |
| Hosiner 44', 51' · Jun 48' · Kienast 90+3' | Rapport | Kerzhakov 35' ·       |

| Ernst-Happel-Stadion, Vienna[B] Tilskuere: 37.500 Dommer: Aleksandar Stavrev (Makedonien) |

| 11. december 2013 20:45 |

| Atlético Madrid        | 2–0     | Porto |
| ---------------------- | ------- | ----- |
| García 14' · Costa 37' | Rapport |       |

| Vicente Calderón, Madrid Tilskuere: 24.629 Dommer: Deniz Aytekin (Tyskland) |

Noter
1. ^ a b c Austria Wien spillede deres hjemmekampe på Ernst-Happel-Stadion, Vienna i stedet for på deres normale stadion, Franz Horr Stadium, Vienna.

## Gruppe H
| Hold      | K | V | U | T | Mf | Mi | +/- | P  |
| --------- | - | - | - | - | -- | -- | --- | -- |
| Barcelona | 6 | 4 | 1 | 1 | 16 | 5  | +11 | 13 |
| Milan     | 6 | 2 | 3 | 1 | 8  | 5  | +3  | 9  |
| Ajax      | 6 | 2 | 2 | 2 | 5  | 8  | −3  | 8  |
| Celtic    | 6 | 1 | 0 | 5 | 3  | 14 | −11 | 3  |

|           | AJA | BAR | CEL | MIL |
| --------- | --- | --- | --- | --- |
| Ajax      | —   | 2–1 | 1–0 | 1–1 |
| Barcelona | 4–0 | —   | 6–1 | 3–1 |
| Celtic    | 2–1 | 0–1 | —   | 0–3 |
| Milan     | 0–0 | 1–1 | 2–0 | —   |

| 18. september 2013 20:45 |

| Milan                             | 2–0     | Celtic |
| --------------------------------- | ------- | ------ |
| Izaguirre 82' (sm.) · Muntari 86' | Rapport |        |

| San Siro, Milano Tilskuere: 54.623 Dommer: Wolfgang Stark (Tyskland) |

| 18. september 2013 20:45 |

| Barcelona                       | 4–0     | Ajax |
| ------------------------------- | ------- | ---- |
| Messi 22', 55', 75' · Piqué 69' | Rapport |      |

| Camp Nou, Barcelona Tilskuere: 79.412 Dommer: Svein Oddvar Moen (Norge) |

| 1. oktober 2013 20:45 |

| Ajax        | 1–1     | Milan                    |
| ----------- | ------- | ------------------------ |
| Denswil 90' | Rapport | Balotelli 90+4' (str.) · |

| Amsterdam Arena, Amsterdam Tilskuere: 51.692 Dommer: Jonas Eriksson (Sverige) |

| 1. oktober 2013 20:45 |

| Celtic | 0–1     | Barcelona      |
| ------ | ------- | -------------- |
|        | Rapport | Fàbregas 76' · |

| Celtic Park, Glasgow Tilskuere: 58.128 Dommer: Stéphane Lannoy (Frankrig) |

| 22. oktober 2013 20:45 |

| Celtic                         | 2–1     | Ajax           |
| ------------------------------ | ------- | -------------- |
| Forrest 43' (str.) · Kayal 53' | Rapport | Schöne 90+4' · |

| Celtic Park, Glasgow Tilskuere: 58.719 Dommer: Ivan Bebek (Kroatien) |

| 22. oktober 2013 20:45 |

| Milan      | 1–1     | Barcelona   |
| ---------- | ------- | ----------- |
| Robinho 9' | Rapport | Messi 23' · |

| San Siro, Milano Tilskuere: 74.487 Dommer: Felix Brych (Tyskland) |

| 6. november 2013 20:45 |

| Ajax       | 1–0     | Celtic |
| ---------- | ------- | ------ |
| Schöne 51' | Rapport |        |

| Amsterdam Arena, Amsterdam Tilskuere: 59.908 Dommer: Deniz Aytekin (Tyskland) |

| 6. november 2013 20:45 |

| Barcelona                            | 3–1     | Milan             |
| ------------------------------------ | ------- | ----------------- |
| Messi 30' (str.), 83' · Busquets 40' | Rapport | Piqué 45' (sm.) · |

| Camp Nou, Barcelona Tilskuere: 80.517 Dommer: Milorad Mažić (Serbien) |

| 26. november 2013 20:45 |

| Celtic | 0–3     | Milan                                   |
| ------ | ------- | --------------------------------------- |
|        | Rapport | Kaká 13' · Zapata 49' · Balotelli 60' · |

| Celtic Park, Glasgow Tilskuere: 58.619 Dommer: Cüneyt Çakır (Tyrkiet) |

| 26. november 2013 20:45 |

| Ajax                    | 2–1     | Barcelona         |
| ----------------------- | ------- | ----------------- |
| Serero 19' · Hoesen 42' | Rapport | Xavi 49' (str.) · |

| Amsterdam Arena, Amsterdam Tilskuere: 53.000 Dommer: Pavel Královec (Tjekkiet) |

| 11. december 2013 20:45 |

| Milan | 0–0     | Ajax |
| ----- | ------- | ---- |
|       | Rapport |      |

| San Siro, Milano Tilskuere: 61.744 Dommer: Howard Webb (England) |

| 11. december 2013 20:45 |

| Barcelona                                               | 6–1     | Celtic        |
| ------------------------------------------------------- | ------- | ------------- |
| Piqué 7' · Pedro 40' · Neymar 44', 48', 58' · Tello 72' | Rapport | Samaras 88' · |

| Camp Nou, Barcelona Tilskuere: 54.342 Dommer: Sergei Karasev (Rusland) |